# Casa de Vida
Casa da Vida ou Casa de Vida (em egípcio: Per Ankh) era a instituição existente no Antigo Egipto dedicada ao ensino no seu nível mais avançado, funcionando igualmente como biblioteca, arquivo e oficina de cópia de manuscritos. As Casas de Vida eram acessíveis apenas aos escribas e aos sacerdotes.
Não se conhecem muitos pormenores sobre esta instituição, mas sabe-se que está surgiu na época do Império Antigo. Teria como sede o palácio real, mas funcionaria numa parte do templo ou então no edifício situado dentro da área do templo. Provavelmente cada cidade de dimensão média teria a sua Casa de Vida, conhecendo-se a presença destas instituições em locais como Amarna, Edfu, Mênfis, Bubástis e Abidos. Em Amarna a Casa de Vida era constituída por duas salas principais e os seus anexos, como a casa do director da instituição.
Entre os ensinamentos ministrados nas Casas de Vida encontravam-se os de medicina, astronomia, matemática, doutrina religiosa e línguas estrangeiras. O conhecimento destas últimas tornou-se importante durante o Império Novo devido ao cosmopolitismo da era, marcada pelo domínio do Egipto sobre uma vasta área que ia da Núbia até ao rio Eufrates.
Os escribas que trabalhavam nas Casas de Vida tomavam títulos como "Servidores de Rá" ou "Seguidores de Rá". Rá era o deus solar egípcio, aquele que dava a vida; assim, o título estava associado à ideia de que os escribas seriam eles próprios transmissores de vida. As Casas de Vida encontravam-se também associadas a Osíris, deus do renascimento. Acreditava-se que o acto de copiar textos ajudaria o deus a renascer todos os anos no seu festival.
Rick Riordan faz alusão a ela em sua série As Crônicas dos Kane, onde a Casa da vida ensina magia secretamente.